# グリソストモから息子への半分まじめな手紙
グリソストモから息子への半分まじめな手紙（伊：Lettera semiseria di Grisostomo al suo figliuolo）は、ジョバンニ・ベルシェの短編小説。グリソストモの半ば真面目な手紙、グリゾストモが息子に宛てたふざけ半分の手紙、半分まじめな手紙とも。

## あらすじ
敬虔なキリスト教徒であるグリソストモは寄宿学校にいる息子に手紙を書いた。それはドイツの詩人ゴットフリート・アウグスト・ビュルガーのイタリア語に翻訳した詩についてであり、これを以てグリソストモは息子に対し当時ヨーロッパで隆盛を見せていたロマン主義への否定的見解を論った。ダンテ・アリギエーリやペトラルカ、ニッコロ・マキャヴェッリやルドヴィーコ・アリオストといった偉大なイタリア人文学者の功績を讃えながら、伝統的文学を賛美する。
しかし段々とロマン主義への見解は肯定的なものへと移り変わっていく。自由で解放された思想や社会を賛美するようになり、イタリアの民族意識やかつてのローマ帝国の繁栄さえも讃えるようになる。そしてロマン主義がイタリア半島において隆盛を迎えることをグリソストモは予言する。
そして最後に、グリソストモは息子の学業を祈り手紙を綴り終える。

## 解釈
手紙調で書かれたこの小説では、序盤はロマン主義に対する否定、後半はロマン主義に対する肯定の二つでグリソストモの見解が相反している。序盤のロマン主義に対する否定や古典主義への賛美は見せかけであり、後半のロマン主義への肯定こそがグリソストモが伝えたい息子へのアドバイスであった。それ自体を明言されてはいないが、手紙の後半は彼自身のまじめな意見であり、もう一方の前半は完全な偽りである。ゆえに「半まじめ」とされる。
なお、グリソストモはギリシャ語で「黄金の口」を意味する。ギリシャは古典主義の中心地である事から、この名前もまた偽りの古典主義への信仰を象徴するものである。
1816年に刊行され雑誌『ビブリオテーカ＝イタリアーナ』にも掲載された当作品であるが、このようなロマン主義を徹底的に賛美した作風は、当時古典主義が主流でありまたオーストリア帝国の支配下にあったイタリアでは大きな物議を醸した。しかしながらこれは作者ジョバンニ・ベルシェがロマン主義派であることを明らかにしたいわば「宣言文」であり、詩は民衆心理のなかに根を置くべきで古典主義文学の排除を訴えるものであった。すわなちこれは、イタリア文学におけるロマン主義の幕開けを告げる作品であった。
また、イタリア民族意識の高揚やかつてのローマ帝国の繁栄にも触れた当作品は、後に本格化するイタリア統一運動でも少なくない影響を齎す事となった。